# Araneus triguttatus
Araneus triguttatus là một loài nhện trong họ Araneidae.
Loài này thuộc chi Araneus. Araneus triguttatus được Johan Christian Fabricius miêu tả năm 1793.